# 斯氏古民居建筑群
29°34′19″N 120°26′48″E / 29.57194°N 120.44667°E
斯氏古民居建筑群位于中国浙江省诸暨市东白湖镇斯宅，2001年被列为第五批全国重点文物保护单位。
斯氏于唐代开始在此定居、繁衍。斯宅乡现保存有清至民国时期的大型民居建筑十四幢，其中最具代表性的有斯盛居、发祥居、华国公别墅。斯盛居因正门门楼刻有“於斯為盛”而得名，因规模宏大，又称“千柱屋”，占地6850平方米，建于清嘉庆年间。发祥居因正门门楼刻有“長發其祥”而得名，又称“下新屋”，占地3257平方米，亦建于嘉庆年间。华国公别墅建于道光年间。